# La Quotidiana
La Quotidiana est le seul quotidien en romanche des Grisons, en Suisse. Il a été fondé en 1997 et est publié par Somedia (anciennement Südostschweiz Medien). Le journal a été créé avec l'aide et en collaboration avec l'agence de presse Agentura da Novitads Rumantscha. Le journal a été basé à Ilanz pendant un certain temps, puis a déménagé à Coire. La Quotidiana est publiée du lundi au vendredi.
La Quotidiana est rédigée dans les cinq idiomes traditionnels, qui ont leur propre langue écrite, ainsi qu'en rumantsch grischun ; l'idiome de la Surselva, dans lequel sont souvent rédigés plus de la moitié des articles, est surreprésenté car La Quotidiana a relativement peu d'abonnés dans les autres régions romanches de la Sutselva, de l'Engadine et du Surmeir.